# François-Alphonse Forel
François-Alphonse Forel (2 de febrer 1841, Morges (Vaud) - 7 d'agost 1912, Morges (Vaud)) va ser un científic suís que fou un dels pioners de l'estudi físic dels llacs, i considerat com el fundador de la limnologia. Va néixer a Morges, i va treballar com a professor de medicina a la Universitat de Lausana.
Va demostrar un immens interès cap als llacs; les seves investigacions sobre la biologia, química, dinàmica de l'aigua, i sedimentació, i el més important de les seves interaccions, establint la fundació d'una nova disciplina. A la seva obra clau: Le Léman, publicada en tres volums entre 1892 i 1904, anomenant a aquesta activitat limnologia en analogia amb l'oceanografia ("limnografia" podria portar a confusió amb el limnògraf, que mesura nivells d'aigua en llacs).
Va descobrir el fenomen de densitat actual en els llacs, i va explicar les seixes, les oscil·lacions rítmiques observades en aigües closes.

## Honors
- L'Institute F.-A. Forel de la Universitat de Ginebra va ser anomenat en honor seu.[2]